# Ferraz de Vasconcelos
Ferraz de Vasconcelos là một đô thị ở bang São Paulo của Brasil. Đô thị này có dân số(năm 2006) là 176.532 người, mật độ dân số là 5870,7 người/km² với diện tích 30 km². Đây là một đô thị thành phần của vùng Đại đô thị São Paulo.
Theo điều tra năm 2000, đô thị này có:
- Tổng dân số: 142.377
- Dân số đô thị: 141.208
- Dân số nông thôn: 1.169
- Nam giới: 70.199
- Nữ giới: 72.178
- Mật độ dân số (người/km²): 5013,27
- Tỷ lệ tử vong trẻ em dưới 1 tuổi (trên 1 triệu): 17,58
- Tuổi thọ bình quân: 70,33
- Tỷ lệ sinh (con/bà mẹ): 2,40
- Tỷ lệ biết đọc biết viết: 92,07%

## Các đô thị giáp ranh
|                | Bắc: São Paulo            |                   |
| Tây: São Paulo | Ferraz de Vasconcelos     | Đông: Poá, Suzano |
|                | Nam: Ribeirão Pires, Mauá |                   |